# Comaserica picticollis
Comaserica picticollis är en skalbaggsart som beskrevs av Leon Fairmaire 1897. Comaserica picticollis ingår i släktet Comaserica och familjen Melolonthidae. Inga underarter finns listade i Catalogue of Life.